# 伊圖爾韋
26°3′25″S 56°29′4″W / 26.05694°S 56.48444°W
伊圖爾韋（西班牙語：Iturbe），是巴拉圭的城鎮，位於該國東南部，由瓜伊拉省負責管轄，始建於1901年，面積292平方公里，海拔高度91米，2002年人口9,393，人口密度每平方公里32.2人。